# الجناين (شمال سيناء)
الجناين إحدى قرى مركز بئر العبد التابع لمحافظة شمال سيناء بجمهورية مصر العربية.